# Stanisław Pałkin
Stanisław Aleksandrowicz Pałkin (ros. Станислав Александрович Палкин; ur. 4 sierpnia 1996) – kazachski łyżwiarz szybki. Uczestnik igrzysk olimpijskich w 2018.
Rozpoczął jazdę na łyżwach w wieku 9 lat w Karagandzie. Studiował wychowanie fizyczne na uniwersytecie w Karagandzie. Wziął udział w igrzyskach olimpijskich w Pjongczangu.

## Wyniki
- igrzyska olimpijskie
  - Pjongczang 2018:
    - 500 m – 24. miejsce
    - 1000 m – 29. miejsce
- igrzyska olimpijskie młodzieży
  - Innsbruck 2012
    - 500 m – 5. miejsce
    - bieg masowy –  5. miejsce
- Mistrzostwa Świata Juniorów
  - Bjugn 2014
    - 500 m - 15. miejsce
    - 1000 m - 16. miejsce

  - Warszawa 2015
    - 500 m - 5. miejsce
    - 1000 m - 3. miejsce
    - sprint drużynowy - 9. miejsce

  - Changchun 2016
    - 500 m - 8. miejsce
    - 1000 m - 20. miejsce
    - sprint drużynowy - 5. miejsce